# Bolívar (distrito de San Miguel)
Bolívar é um distrito do Peru, departamento de Cajamarca, localizada na província de San Miguel.

## Transporte
O distrito de Bolívar é servido pela seguinte rodovia:
- PE-1NI, que liga a cidade ao distrito de Lagunas (Lambayeque) [1][2][3]